# Kuishan, Shandong
Kuishan (kinesiska: 奎山街道, 奎山) är en socken i Kina. Den ligger i provinsen Shandong, i den östra delen av landet, omkring 260 kilometer sydost om provinshuvudstaden Jinan. Antalet invånare är 44052. Befolkningen består av 22 078 kvinnor och 21 974 män. Barn under 15 år utgör 16,0 %, vuxna 15-64 år 72 %, och äldre över 65 år 10,0 %.
Genomsnittlig årsnederbörd är 978 millimeter. Den regnigaste månaden är juli, med i genomsnitt 292 mm nederbörd, och den torraste är januari, med 9 mm nederbörd.